# Lavandula angustifolia

Cultura de levănțică din incinta mănăstirii Sénanque, un motiv îndrăgit pentru calendarele de perete.

Levănțica sau lavanda (Lavandula angustifolia Mill., sinonime: Lavandula officinalis Chaix, Lavandula spica L., Lavandula vera DC.) este o specie de plante din genul Lavandula, familia Lamiaceae. Este o plantă aromatică și medicinală, cu tulpini ramificate în tufă, înaltă de 30–50 cm, frunze mici, înguste și flori mov parfumate. Originară fiind din regiunile calcaroase și muntoase mediteraneene, în România crește cultivată și înflorește toată vara.
În scopuri medicinale se recoltează numai florile detașate de pe axul inflorescenței, sau toată inflorescența, când corola nu este complet deschisă (Flores Lavandulaes). După recoltare se usucă la umbră, în strat subțire fără a fi presate.

## Componenți principali
* ulei volatil compus din: acetat de linanil, butirat de linanil, geraniol, linalol în stare liberă, valerianat de linalil, borneol, cumarină, cineol, nerol, furfurol, alfa pinen, cariofilen, substanțe amare.

## Proprietăți

#### Intern
- puternic aromatizant cu acțiune antiseptică locală și ușor antispastică datorită componentelor din uleiul volatil[necesită citare]
- calmant al sistemului nervos central[necesită citare]
- diuretic și colagog[necesită citare]
- florile au acțiune carminativă[necesită citare]

#### Extern
- calmant și analgetic[necesită citare]

## Indicații

#### Intern
- în migrene, cefalee, afecțiuni cardiace cu substrat nervos, boli de rinichi și de ficat, tulburări digestive, balonări abdominale, reumatism, stări de anxietate.[necesită citare]
- ca aromant și corectiv[necesită citare]

#### Extern
- masaj cu oțetul obținul din florile de levănțică în caz de răceală, gripă și stări febrile.[necesită citare]